# پشمی‌کفلان
پَشمی‌کَفَلان (نام علمی: Dasyproctidae) نام یک خانواده از فروراسته تشی‌آروارگان است.